# Nathaniel B. Dial
Nathaniel B. Dial (Laurens, 1862. április 24. – Washington, 1940. december 11.) az Amerikai Egyesült Államok szenátora (Dél-Karolina, 1919–1925).